# Air Manas
Air Manas era una compagnia aerea low-cost attiva tra il 2006 e il 2022 con sede a Biškek, in Kirghizistan, e con base all'aeroporto internazionale di Manas.
La compagnia aerea operava solamente voli nazionali tra Bishkek e Oš.

## Storia
Air Manas venne stata fondata nel 2006 a Biškek. Il primo volo della compagnia fu operato nel dicembre 2009. Nel giugno 2012, il 49% della società venne acquistato dalla turca Pegasus Airlines. Il primo volo con il marchio Pegasus Asia è stato effettuato da Bishkek a Istanbul il 22 marzo 2013.
Gli sforzi del governo kirghiso per attrarre investimenti stranieri avevano dato i loro frutti: le visite reciproche di delegazioni governative di alto livello diedero un forte impulso alle relazioni commerciali bilaterali tra Turchia e Kirghizistan. Così, alla fine del 2012, sulla base della compagnia aerea preesistente, venne creata una nuova compagnia aerea kirghisa con lo stesso nome di "Air Manas", posseduta al 51% dalla parte kirghisa e al 49% dal nuovo partner strategico Pegasus Airlines, una delle principali compagnie aeree in Europa.
Air Manas disponeva di una propria base tecnica certificata per la manutenzione operativa degli aeromobili. Nonostante l'assenza di incidenti, la compagnia aerea, insieme a tutte le compagnie aeree con sede in Kirghizistan, figurava nell'elenco dei vettori aerei soggetti a divieto operativo nell'Unione europea.
La compagnia sospese tutti i voli a partire dal 25 maggio 2022.

## Flotta

### Flotta attuale
A maggio 2022 la flotta di Air Manas era così composta:

### Flotta storica
In precedenza Air Manas operò con un Boeing 737-400 e due Boeing 737-800.